# Бурнук
Бурнук — маловодная балка в Сакском районе Крыма. Длина водотока — 10,0 км, площадь водосборного бассейна — 41,3 км².
Балка начинается в Степном Крыму западнее села Весёловка, пролегает на запад, впадает в озеро Донузлав в пгт Новоозёрное на отметке — 0,4 м от уровня моря, образуя извилистый залив. Согласно справочнику «Поверхностные водные объекты Крыма», притоков не имеет. Водоохранная зона балки установлена в 100 м.